# Oligonychus castaneae
Oligonychus castaneae är en spindeldjursart som beskrevs av Ehara och Toshikazu Gotoh 2007. Oligonychus castaneae ingår i släktet Oligonychus och familjen Tetranychidae. Inga underarter finns listade i Catalogue of Life.